# علي نظر محمدي
علي نظر محمدي (بالفارسية: علی‌ نظر محمدی) هو لاعب كرة قدم إيراني متقاعد من مواليد 1981، درب نادي رایکا بابل الإيراني.

## روابط خارجية
- علي نظر محمدي على موقع قاعدة بيانات كرة القدم.إي يو (الإنجليزية)